# Cymodusa jaceki
Cymodusa jaceki är en stekelart som beskrevs av Sawoniewicz 1978. Cymodusa jaceki ingår i släktet Cymodusa och familjen brokparasitsteklar. Inga underarter finns listade i Catalogue of Life.